# Дмитриевский, Анатолий Николаевич
Анатолий Николаевич Дмитриевский (род. 6 мая 1937, Москва) — учёный, доктор геолого-минералогических наук, профессор, член-корреспондент АН СССР (1987), академик РАН (1991), член Экспертного совета при Правительстве Российской Федерации.

## Биография
Родился 6 мая 1937 года в Москве.
В 1961 году окончил геологоразведочный факультет Московского института нефтехимической и газовой промышленности им. И. М. Губкина по специальности «Геология и разведка нефтяных и газовых месторождений», получил квалификацию горного инженера-геолога.
В 1966 г. защитил диссертацию «Литология, минералогия и происхождение верхнепермских и нижнетриасовых отложений восточной части Прикаспийской впадины» на соискание ученой степени кандидата геолого-минералогических наук.
В 1980 г. защитил докторскую диссертацию «Системный литолого-генетический анализ нефтегазоносных осадочных бассейнов (на примере Прикаспийского и Вилюйского бассейнов)».
Научный руководитель и главный научный сотрудник института проблем нефти и газа РАН и Минобразования РФ. Один из организаторов института, созданного в 1987 г. на базе кафедр и лабораторий РГУ нефти и газа им. И. М. Губкина.
Опубликовал около 700 научных работ, в том числе 25 монографий, 14 учебных пособий. Автор и соавтор 27 открытий и изобретений.
Участвовал в открытии 11 новых нефтяных и газовых месторождений; под его руководством разработаны эффективные технологии освоения нефтегазовых ресурсов в сложных горно-геологических условиях.

## Награды, премии и звания
Ордена:
- Орден Дружбы народов (1980)
- Орден Почёта (1998)
- Орден «За заслуги перед Отечеством» IV степени (16 декабря 2011) - за большие заслуги в развитии отечественной науки и многолетнюю плодотворную деятельность[1]

Премии:
- Государственная премия СССР (1986)
- Государственная премия Российской Федерации в области науки и техники - за цикл трудов «Прогноз, разведка и разработка газовых месторождений крайнего севера Сибири» (1998)
- премия Правительства РФ в области науки и техники (2002)[2]

Звания:
- «Почётный работник газовой промышленности» (1987),
- «Почётный нефтяник» (1997)
- «Почётный разведчик недр» (1997)

Поощрения:
- Почётная грамота Президента Российской Федерации (5 февраля 2024) — за заслуги в развитии отечественной науки, многолетнюю плодотворную деятельность и в связи с 300-летием со дня основания Российской академии наук[3]

А. Н. Дмитриевский отмечен нагрудным знаком Минообразования и науки РФ «Почетный работник науки и техники РФ» (2005)